# Santiago Dossetti
Santiago Dossetti Rodríguez (Gutiérrez, Lavalleja, 7 de febrero de 1902 - Minas, 28 de febrero de 1981) fue un escritor y periodista uruguayo. 

## Biografía

### Primeros años
Dossetti nació en Gutiérrez, 108 sección del departamento de Lavalleja en 1902. Su madre era uruguaya y su padre era un inmigrante italiano. Su infancia transcurrió en un paraje llamado «Los Molles». Su padre era chacrero, por lo que tuvo desde pequeño vínculo con las tareas y las costumbres de las personas del campo.

### Labor periodística
Vivió su adolescencia en Nico Pérez y en la ciudad de José Batlle y Ordóñez aprendió el oficio de tipógrafo. Según Dossetti, sus primeras nociones sobre el oficio las adquirió desde las imprentas del periódico local El Pueblo:

Comenzamos a integrar el tema cuando el Capitán de Navío Arturo C. Dubra director del periódico El Pueblo nos permitió acceder a las jornadas nocturas de la imprenta, con prohibición de no molestar a cajistas o compaginadores y sin compañeros que aspiraran a realizar la misma aventura. Aquello era una fiesta. Las cajas tipográficas fueron mi universidad.
Periódicos y Periodistas del Interior, O.P.I., 1980

Intentó integrarse al magisterio sin conseguirlo y trabajó un año en el Concejo local de José Pedro Varela. Se radicó en Minas a los 20 años de edad donde entabló amistad con el escritor Juan José Morosoli. Vuelve a vincularse a la labor periodística en 1932 desde las páginas de La Palabra, junto a Morosoli y a partir del año siguiente trabaja en el diario de Minas La Unión. Dossetti se encargaría de su dirección en forma interrumpida durante 36 años.

### Los Molles
Publicó algunos cuentos y, en 1936, escribe su único libro titulado Los Molles, que consiste en nueve cuentos que transcurren en el paraje casi desolado de su niñez, habitado por un grupo inmigrantes europeos, afrodescendientes y criollos. Algunos de estos cuentos ya habían aparecido en el Suplemento Multicolor de los Sábados del Diario Crítica de Buenos Aires, que dirigiera Jorge Luis Borges junto a Ulyses Petit de Murat.

### Actividad posterior
Fue nombrado Director del Departamento de Cultura y Turismo de la Intendencia Municipal de Lavalleja y Secretario del Consejo Departamental. Entre 1959 y 1965 integró el Consejo directivo del Servicio Oficial de Difusión Radio Eléctrica (SODRE) y se desempeñó como director de Programaciones Radiales del mismo instituto. 

### Últimos años
En 1972 ingresó en la Academia Nacional de Letras, donde ocupó el cargo de Vicepresidente. 
Se retira de la vida pública en 1978, siendo Director de Cultura y Turismo de la Intendencia de Lavalleja, y fallece el 28 de febrero de 1981.

## Obra
- Los Molles (Sociedad Amigos del Libro Rioplatense, Buenos Aires-Montevideo. 1936)
- Los Molles (2ª edición. Ediciones de la Banda Oriental. Incluye prólogo de Domingo Luis Bordoli. 1966)
- Los Molles (3ª edición. Ediciones de la Banda Oriental. Agrega los cuentos Los hombres fueron al pueblo' y El mensajero llega en la madrugada e incluye prólogo de Washington Benavides. 1981)
- Cuentos y ensayos. (Reproduce la 4ª edición de Los Molles y reúne dieciséis ensayos inéditos en libro. Selección y prólogo de Aníbal Barrios Pintos. Montevideo, Academia Nacional de Letras. 1998)
- La creciente (en apéndice a Narrativa rural en la región entre los años veinte y cincuenta. Actas de las Jornadas, Sylvia Lago y Alicia Torres (coords.). Presentación de Pablo Rocca. Montevideo, Universidad de la República. 2002)